# 오부스마군

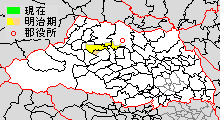
사이타마현 오부스마군의 위치 (연노랑:후에 다른 군에서 편입된 구역)

오부스마군(男衾郡)은 일본 사이타마현(무사시국)에 있던 군이다. 도부 도조 본선 오부스마역에 그 이름이 남아있다.

## 군역
현재의 행정 구역으로 대체로 아래 구역에 해당한다.
- 구마가야시 일부
- 후카야시 일부
- 오사토군 요리이정 일부
- 히키군 오가와정 일부

## 역사
- 1879년 3월 17일 - 군구정촌 편제법이 사이타마현에서 시행되면서, 행정 구역으로서의 오부스마군이 발족.

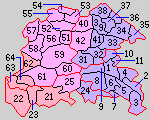
21.오부스마촌 22.오리하라촌 23.하치가타촌 24.오하라촌 25.혼파타촌 (보라:구마가야시 분홍:후카야시 빨강:요리이정 1-11은 오사토군 31-42는 하라군 51-64는 한자와군)

- 1889년 4월 1일 - 정촌제 시행으로, 아래의 촌이 발족.(5촌)
  - 오부스마촌(男衾村): 현 요리이정
  - 오리하라촌(折原村): 현 요리이정
  - 하치가타촌(鉢形村): 현 요리이정
  - 오하라촌(小原村): 현 구마가야시
  - 혼파타촌(本畠村): 현 후카야시
  - 일부가 히키군 다케자와촌의 일부가 됨.
  - 일부가 한자와군 요리이정의 일부가 됨.
- 1896년 4월 1일 - 오사토군·하라군·한자와군·오부스마군의 구역을 가지고, 새로이 오사토군(大里郡)이 발족. 이날 오부스마군은 폐지됨.

## 참고 문헌
- 《가도카와 일본 지명 대사전》 편집위원회, 편집. (1980년 7월 1일). 《가도카와 일본 지명 대사전》. 11 사이타마현. 가도카와 쇼텐. ISBN 4040011104.